# Giovanni Schiaparelli
Giovanni Virginio Schiaparelli (ur. 14 marca 1835 w Savigliano, zm. 4 lipca 1910 w Mediolanie) – włoski astronom, wykładowca akademicki. Senator od 1898 roku.

## Życiorys
Studiował inżynierię i architekturę na Uniwersytecie Turyńskim, astronomii uczył się w obserwatoriach w Berlinie i rosyjskim Pułkowie. W latach 1862–1900 był dyrektorem Obserwatorium Brera w Mediolanie.

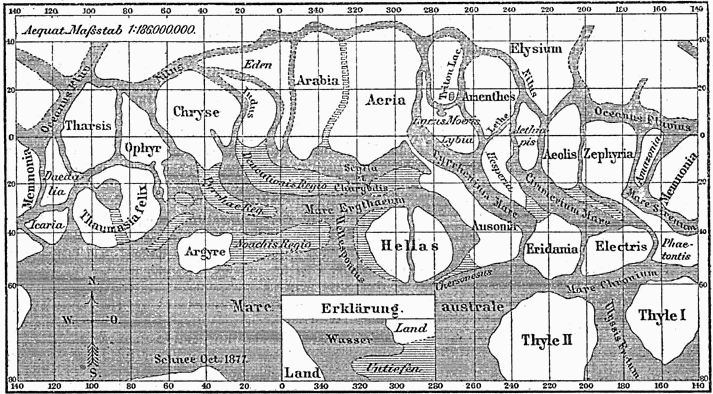
Mapa Marsa wykonana w 1888 r. przez Schiaparellego

Prowadził obserwacje obiektów Układu Słonecznego, uznał cechy albedo powierzchni Marsa za morza i kontynenty, i nadał im nazwy. Począwszy od roku 1877 obserwował na tej planecie, jak mu się wydawało, długie proste struktury, które nazwał po włosku canali. Miał na myśli kanały marsjańskie pochodzenia naturalnego, jednak mimowolnie dał początek setkom historii o „ufoludkach” z Czerwonej Planety. Dopiero kilkadziesiąt lat później twory widziane przez Schiaparellego okazały się  złudzeniem optycznym. Fotografie dokonane przez sondę Mariner 4 w 1965 roku wykazały jednoznacznie, że na Marsie nie występują opisywane przez niego kanały.
Giovanni Schiaparelli jako pierwszy wykazał, że roje Perseidów i Leonidów związane są z kometami. W 1889 r. podał, że Merkury, a w 1890 r., że Wenus, są zwrócone do Słońca stale tą samą stroną. Obserwacje radarowe w 1965 r. dowiodły, że się mylił. Badał również gwiazdy podwójne, interesował się astronomią średniowieczną i starożytną. 29 kwietnia 1861 r. odkrył planetoidę (69) Hesperia. 26 stycznia 1889 r. został senatorem Królestwa Włoch.
Bratanica astronoma, Elsa Schiaparelli, była znaną projektantką mody.

## Odznaczenia, nagrody i upamiętnienie
- Order Sabaudzki Cywilny (1869)[1]
- Order Świętych Maurycego i Łazarza III i V klasy (1861)[1]
- Order Korony Włoch III i V klasy[1]
- Złoty Medal Królewskiego Towarzystwa Astronomicznego (1872)
- Pour le Mérite za Naukę i Sztukę (1895)[2]
- amerykański Medal Bruce (1902)
- Na jego cześć nazwano planetoidę (4062) Schiaparelli[3] oraz kratery na Marsie[4] i Księżycu(inne języki)[5].